# Obelisk (Lednicko-valtický areál)
Obelisk, místními také nazývaný jako „Facka“[zdroj?], je nejseverněji položenou drobnou stavbou Lednicko-valtického areálu v okrese Břeclav. Na čtvercovém půdorysu nese krychlový sokl římsou oddělený komolý jehlan vysoký 23 m, v jehož vrcholu je na kovovém hrotu umístěna šesticípá hvězdice, symbolizující osvícenství, věřící v sílu rozumu.

## Historie
Obelisky byly samostatně stojící sloupové pomníky, rozšířené již ve starověkém Egyptě. Tento byl postaven na památku uzavření míru mezi Francií a Rakouskem v Campo Formiu dne 17. října 1797. V následujícím roce jej nechal vztyčit kníže Alois I. Josef z Lichtenštejna, jehož bratr Jan Josef I. se účastnil bojů na straně Rakouska. Autorem obelisku je, stejně jako u většiny saletů v Lednicko-valtickém areálu, Josef Hardtmuth.

## Poloha a dostupnost
Obelisk se nachází přibližně 3 km severně od obce Lednice, vzdálen asi kilometr od parkoviště na silnici II/422 z Lednice do Podivína. Ve vzdálenosti 250 metrů jej míjí cyklotrasa 5066 Velkopavlovická. 200 metrů severně se nachází PP Květné jezero.
Kolem Obelisku se prostírá stejnojmenná oplocená obora, vyplňující prostor mezi řekou Dyjí, silnicí II/422, Trkmankou a potokem Trníček, na katastru obcí Lednice, Podivína a Rakvic. Přístup k objektu byl umožněn pouze pěším ve vymezeném čase prostřednictvím brány se zábranou; v roce 2023 byla brána zrušena a přístup k památce nadále není možný. Stavba je omezeně (hlavně v zimě při opadaném listí) viditelná z výše zmíněné cyklotrasy vedoucí po hrázi podél Dyje.
V oboře je chována jelení, daňčí a srnčí zvěř. V posledních 10 letech zde na 700 hektarů probíhají rozsáhlé krajinářské změny, do krajiny se vrací voda, jsou obnovovány kanály a dříve zaniklá jezera, jsou vysazovány nové aleje a lesy. Cílem těchto snah je obnova nivní krajiny v podobě před regulací toku řeky Dyje. Majitelem obory je podnikatel a lesní inženýr František Fabičovic.

## Pověst
Podle pověsti měl být obelisk vystavěn na místě, kde kníže dostal od své manželky pohlavek. Různé verze pověsti se neshodují v tom, za co kníže tento pohlavek obdržel. Jedna verze říká, že kníže propil a prohrál v kartách celou vesnici. Podle druhé, kněžna svého manžela ztrestala za nevěru.
Jiná pověst vypráví, že obelisk stojí uprostřed zemědělské krajiny, kde působí jako „pěst na oko“ nebo jako kdybyste dostali facku.

## Zaniklé obelisky
Původně v areálu stály obelisky čtyři, přičemž se do současnosti se dochoval jediný, označovaný také jako „lednický“.
- Valtický obelisk

O tomto obelisku toho není příliš známo. Vztyčen byl patrně v roce 1813 za knížete Jana I. Josefa z Lichtenštejna na vyvýšenině nad městem, tedy nikoliv na půli cesty do Schrattenbergu, jak se dlouhou dobu soudilo. Až do výstavby kolonády na Rajstně se jednalo o nejvýše položený objekt Lednicko-valtického areálu a představoval jakýsi protipól lednického obelisku. Ani doba zániku obelisku není známa, patrně k tomu došlo před nebo kolem roku 1870. Podobu obelisku zachytili na svých obrazech malíři Ferdinand Runk (obraz Pohled z turecké věže, namalovaný někdy kolem let 1820–1822) a Vincenz Reim (1842).[zdroj?]
- „Facka“

Další obelisk stával na vyvýšenině asi 300 metrů za odbočkou na Hlohovec ze silnice z Lednice do Valtic a vztyčen byl v roce 1811 za knížete Jana I. Josefa z Lichtenštejna. Na rozdíl od ostatních obelisků byl nižší a měl širší podstavec. Vrchol obelisku nechal jeho autor, Josef Hardtmuth, stejně jako u ostatních obelisků osadit osmicípou hvězdou. Roku 1868 jej zasáhl blesk a poté došlo k jeho rozebrání.
Právě k tomuto obelisku se váže pověst o facce, kterou zde měl od své manželky obdržet kníže Kryštof z Lichtenštejna za to, že v kartách prohrál mikulovské panství.[zdroj?]
- Čtvrtý obelisk

O posledním obelisku nemáme téměř žádné zprávy. Patrně měl stávat na ostrůvku v Prostředním rybníku a jeho autorem byl zřejmě opět Josef Hardtmuth. Doba jeho vztyčení (a ani zániku) není známa. Zdeněk Novák ve své kapitole Zámecká zahrada v knize Město Valtice, kterou editoval Emil Kordiovský, zasazuje vznik Facky už do roku 1801, čímž by v roce 1811 došlo ke vztyčení tohoto čtvrtého obelisku.[zdroj?]